# Ieva Simonaitytė
Ieva Simonaitytė ou Ewa Simoneit (23 janvier 1897 – 27 août 1978) était une écrivaine lituanienne. Elle représentait la culture de la Petite Lituanie et du territoire de Memel, territoires germaniques de la Prusse-Orientale doté d'une petite population lituanienne. Son ouvrage le plus connu est Aukštujų Šimonių likimas (Le Sort de Šimoniai de Aukštujai) publié en 1935.

## Biographie
Simonaitytė est née dans le petit village de Wannaggen (lt), arrondissement de Memel en province de Prusse-Orientale. À l'âge de cinq ans, elle tombe malade de la tuberculose, ce qui affecte ses os et l'oblige à marcher avec une canne. Issue d'une famille de paysans pauvres, élevée par une mère seule, elle fait des petits boulots comme du baby-sitting dès son plus jeune âge. Sa mère lui apprend la lecture et l'écriture mais elle reste en grande partie autodidacte. De 1912 à 1914, elle reçoit un traitement contre la tuberculose à Węgorzewo (alors Angerburg). Elle revient alors que la Première Guerre mondiale éclate et influencée par elle, elle commence sa carrière littéraire en publiant des poèmes et des histoires courtes dans divers périodiques de Petite Lituanie. Elle gagne sa vie comme couturière jusqu'en 1921, époque où elle déménage à Klaipėda pour prendre des cours du soir de dactylographie et de sténographie. Simonaitytė travaille ensuite comme secrétaire et traductrice. Dans une certaine mesure, elle est impliquée dans la vie politique du territoire de Memel, en participant à la révolte de Klaipėda en 1923 comme seimelis (membre du parlement pour l'autonomie de la région), et en témoignant lors de procès nazis en 1934).
Elle fait ses débuts avec Aukštujų Šimonių likimas en 1935. Elle reçoit un prix littéraire d'État et une pension pour consacrer sa vie à la littérature. Après l'ultimatum allemand contre la Lituanie en 1939, Klaipeda est rattaché à l'Allemagne ce qui la pousse à déménager à Kaunas puis, en 1963, à Vilnius. Elle achète en 1961 une maison de vacances à Priekulė près de Klaipėda, maison qui sera transformée en musée en 1984. Simonaitytė meurt à Vilnius en 1978 et est enterrée sur la Colline des Écrivains au cimetière d'Antakalnis.

## Travail

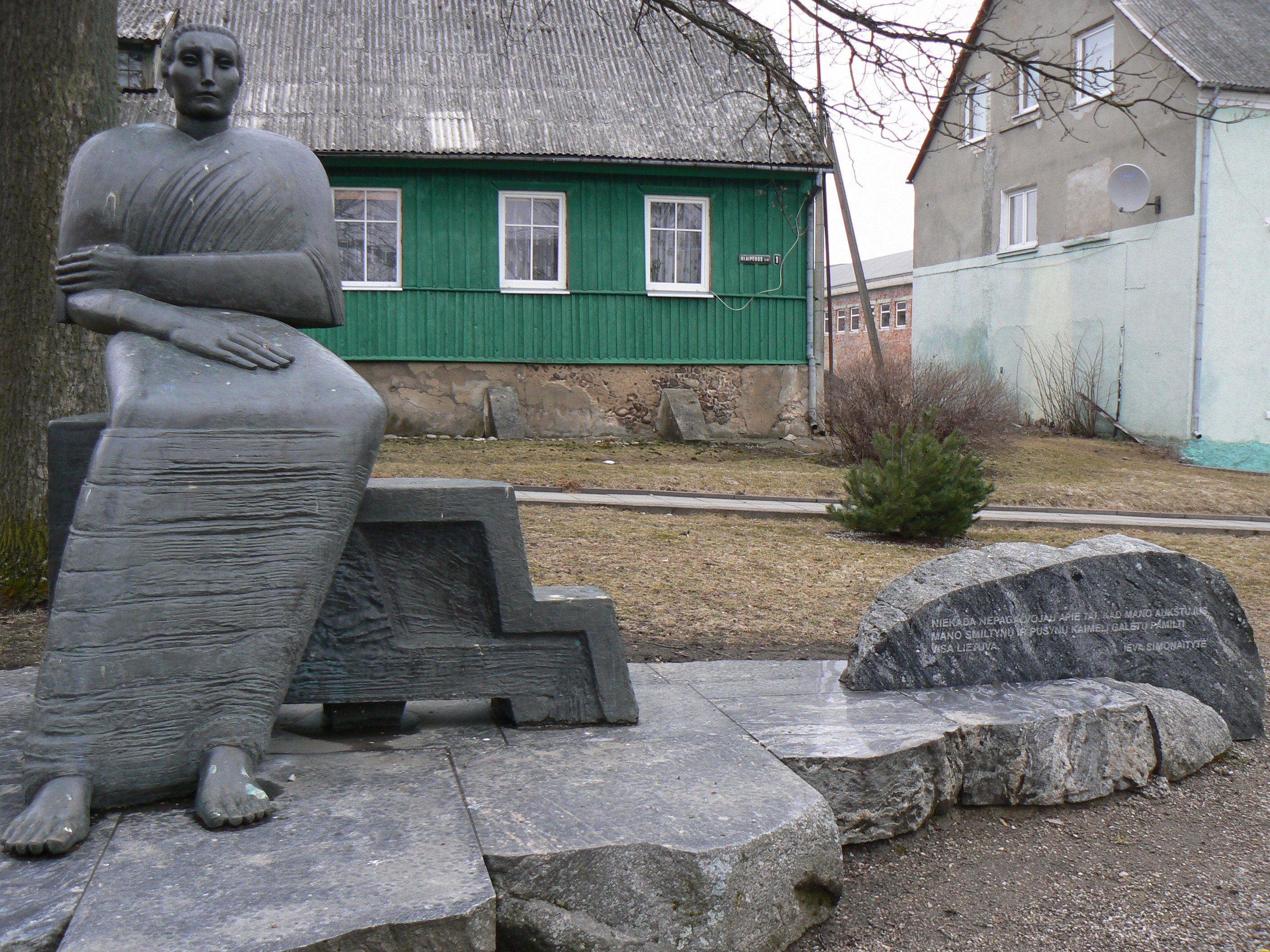
Monument commémoratif

Le roman le plus célèbre de Simonaitytė, Aukštujų Šimonių likimas, dépeint le destin de la famille Šimoniai entre le XVIIIe siècle et le XXe siècle. Puissante et prospère, la famille s'affaiblit alors qu'elle tente de résister à l'influence des colons allemands. La famille perd sa fortune, sa culture et son identité. Le contexte historique n'est pas posé sur la recherche académique mais est un produit de l'imagination de l'autrice. L'auteur présente beaucoup de données ethnographiques et décrit les vieilles coutumes et traditions en détail. Comme la culture lituanienne disparaît progressivement et inévitablement sous la pression allemande, la lutte entre les deux cultures est entourée d'une aura fataliste, mais reste douloureuse et blessante à chaque étape.
Vilius Karalius (Roi Vilius), publié en deux volumes en 1936 et 1956, est un peu similaire à Aukštujų Šimonių likimas. Le roman suit la vie de plusieurs générations de Lietuvininkai (lituaniens de Prusse) mais se distingue par ses observations psychologiques et sociales. Simonaitytė écrit plusieurs livres autobiographiques : Être tėvo (Sans père, 1941), ... O buvo taip (C'était ainsi..., 1960), Ne ta pastogė (Une maison différente, 1962), Nebaigta knyga (Livre inachevé, 1965). Les textes de Simonaitytė incluent une tendance au sentimentalisme et l'utilisation de clichés du réalisme socialiste. Ses œuvres ont été censurées et révisées en permanence par les autorités soviétiques ; par exemple, il a fallu six ans de révisions pour répondre aux exigences de l'idéologie soviétique avant la publication de Pikčiurnienė, un roman sur une femme attirée par l'appât du gain. Le roman est alors transformé en une grotesque représentation de la cupidité et de la cruauté chez les classes privilégiées (buožė dans la terminologie soviétique), censée justifier l'oppression soviétique.

### Romans
- Aukštujų Šimonių likimas (1935)
- Pavasarių audroj (1938)
- Vilius Karalius (1939)
- Be tėvo (1941)
- Pikčiurnienė (1953)

### Recueil
- Apysakos (1948)

### Autobiographie
- O buvo taip (1960)
- Na ta pastogė (1962)
- Nebaigta knyga (1965)